# Max Werner Joseph Anton Wolff-Metternich zur Gracht

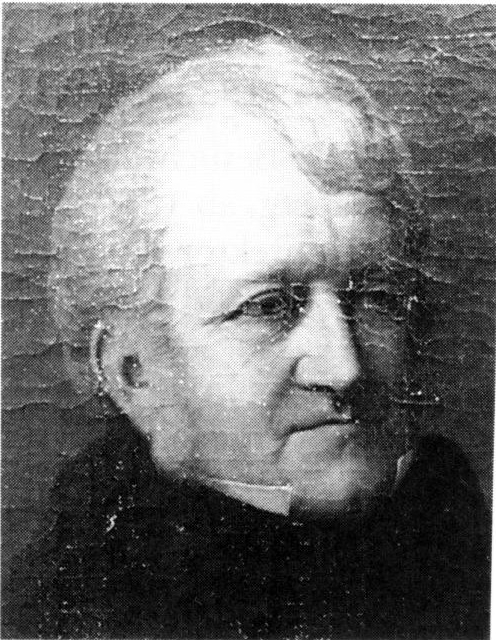
Max Werner Joseph Anton Graf Wolff-Metternich zur Gracht

Max Werner Joseph Anton Graf Wolff-Metternich zur Gracht  (* 30. Oktober 1770 in Bonn; † 2. März 1839 in Schloss Gracht) war Beamter und Landtagsabgeordneter.
Max Werner Joseph Anton Graf Wolff-Metternich zur Gracht war der Sohn des Oberamtmanns, Geheimen Staats- und Hofrates Johann Ignatz Graf Wolff-Metternich zur Gracht (* 6. Juni 1740 in Bonn; † 1. März 1790 ebenda) und dessen Frau Antoniette Viktoria Franziska Walpurgis geborene von der Asseburg (* 25. Februar 1744 in Hinneburg; † 6. Oktober 1797 in Düsseldorf), der Tochter des kurkölnischen ersten Minister und Obersthofmeisters  Hermann Werner von der Asseburg.
Max Werner Joseph Anton Graf Wolff-Metternich zur Gracht, der katholischer Konfession war, heiratete am 11. Juni 1795 in Münster in erster Ehe Franziska, geborene Freiin von der Wenge (* 21. Oktober 1775 in Münster; † 20. April 1800 ebenda), die Tochter der kurkölner Geheimen Rates und Oberjägermeisters Clemens August Freiherr von der Wenge. In zweiter Ehe heiratete er am 16. Februar 1805 in Kirchhellen die Schwester der ersten Ehefrau, Mathilde (* 4. Juli 1786 in Münster; † 1. April 1869 in Gracht). Aus der zweiten Ehe gingen die Söhne Levin Wolff-Metternich zur Gracht (* 9. November 1811 in Köln; † 29. Oktober 1869 in Lippspringe) und Maximilian Felix Wolff-Metternich zur Gracht (* 24. September 1814 in Köln; † 24. November 1871 auf Burg Gymnich) hervor, die beide ebenfalls Provinziallandtagsabgeordnete wurden.
Wolff-Metternich war Amtmann im Amt Lechenich. Max Werner Joseph Anton Graf Wolff-Metternich zur Gracht gehörte 1832 bis 1838 als gewähltes Mitglied der Herrenbank der Landstände des Herzogtums Nassau an. Von 1828 bis 1837 war er Mitglied des Provinziallandtags der Rheinprovinz für den Stand der Ritterschaft der Regierungsbezirke Koblenz/Trier/Köln.